# Czarny Roman
Czarny Roman, właściwie Jan Wiesław Polkowski (ur. 29 sierpnia 1950 w Warszawie, zm. 5 grudnia 2017 tamże) – polski bezdomny, który stał się elementem warszawskiego folkloru i o którym krążyły miejskie legendy.

## Życie codzienne
Całymi dniami spacerował po ulicach Śródmieścia. Najczęściej pojawiał się na Nowym Świecie, Chmielnej, Krakowskim Przedmieściu, Starym Mieście i w Ogrodzie Saskim. Ostatnie miesiące swojego życia spędził w okolicach Centrum Sztuki Współczesnej. Z powodu czarnego ubioru (zimą zamieniał go na jaskrawy kombinezon narciarski) znany był w stolicy jako Czarny Roman, ale też Czarny Janek albo Kruk. Potem widywano go w różowym stroju lub kombinezonie z lat 80. XX wieku.
Często mówił przypadkowo spotkanym przechodniom, że jest „świadomością nieśmiertelności mordu” i przedstawiał się jako Nieśmiertelny. Był zdecydowanym przeciwnikiem alkoholu i narkotyków.
Wzbudzał w mieszkańcach stolicy strach, zwłaszcza gdy przepowiadał miejską katastrofę. Na Warszawę miał spaść meteoryt, który zabije 1,2 mln osób. Przepowiadał także daty śmierci przechodniów i osób spotkanych w kawiarniach.

## Śmierć i pogrzeb
Zmarł 5 grudnia 2017. Został znaleziony martwy przy Centrum Sztuki Współczesnej Zamek Ujazdowski. O śmierci Czarnego Romana poinformował na Facebooku Cezary Ciszewski, polski reżyser, dziennikarz i fotograf.
W czwartek 14 grudnia 2017 Czarny Roman został pochowany w grobowcu rodzinnym znajdującym się na wilanowskim cmentarzu. Wcześniej w kościele św. Anny w Wilanowie odbyła się msza pogrzebowa. Uczestniczyli w niej rodzina i znajomi mężczyzny oraz ludzie, którzy poznali go na ulicach Warszawy. Żona, córka i syn zmarłego przyjechali na pogrzeb z Nowego Jorku. Od dłuższego czasu nie mieli z nim kontaktu.

## Legendy
Na temat jego przeszłości powstało wiele legend. Według jednej z nich w czasach PRL-u był znanym warszawskim „cinkciarzem”. Wzbogacił się na handlu zagranicznymi walutami, głównie dolarami. Potem znajomi go oszukali i stracił wszystkie pieniądze. Inna wersja mówi, że dorobek zabrała jego żona i to doprowadziło go do choroby psychicznej.
Według kolejnej teorii, Czarny Roman stracił majątek w kasynach podczas gry w pokera. Nie poradził sobie psychicznie z tą klęską.
Zgodnie z innymi przypuszczeniami, przyczyną schizofrenii nie była strata pieniędzy, ale dotkliwe pobicie, po którym znalazł się w stanie krytycznym i nie udało mu się wrócić całkowicie do zdrowia. Inna teoria mówi, że przeżył tragedię rodzinną, która spowodowała zaburzenia psychiki. Ta opinia może znajdować potwierdzenie w notatce, którą zostawił w jednej z warszawskich kawiarni.

Jestem świadomością nieśmiertelności mordu. Mordowany 55 lat, świadomość ta jest najmocniejszą prawdą nieba. Najgroźniejszy morderca leży na cmentarzu w Wilanowie pod nazwiskiem i imieniem Aleksander Polkowski. Morduje tchnieniem, które włada mocą... Matka moja urodziła tę świadomość na ulicy Koralowej 74a w 1950 roku 29 sierpnia w poniedziałek o godzinie 6:00. Została zamordowana w szpitalu na Stępińskiej przez ARCYKURWĘ MORDERCĘ, który leży na cmentarzu w Wilanowie. Świadomość arcykurwy mordercy zrobiło niebo po zamordowaniu swojej matki w Żabieńcu mordował ją 7 lat... Do ludzi, którym grozi wiezienie i do ludzi, którzy tam byli i chcieliby pomóc tym, którzy tam są. Droga jest prosta ekshumując zwłoki do prawdy dlaczego mordują. Mordowanie jest karalne. Przyjęcie świadomości nieśmiertelności mordu do prawdy uwalnia wszystkich, uwiezionych łącznie z tymi, którzy skazani zostali na kare dożywotniego więzienia, jak i tych, którzy dostali karę śmierci i oczekują na wyrok skazujący. Kontakt. Pomocy. Kawiarnia MERCEDES ulica chmielna godzina 19:00

## Odbiór
Czarny Roman na Facebooku miał swój fanpage, którego autor oznaczył go jako osobę publiczną i tak opisał: „Wysoki, szczupły mężczyzna o wyjątkowo przenikliwym spojrzeniu i niepokojącym wyrazie twarzy. (…) Człowiek o tajemniczej przeszłości i niezwykłym stylu teraźniejszego życia. (…) Wzbudza zarówno sympatię, jak i strach (…)”. Na tej stronie internauci wrzucali zdjęcia z miejsc, w których widywali mężczyznę.
Według literatury naukowej Czarny Roman funkcjonował w świadomości społecznej jako „ktoś niecodzienny i intrygujący”, ale przede wszystkim – „lokalny, wrośnięty w konkretną społeczność” (Kucharska, 2015).
W grudniu 2007 znalazł się na liście „50 wawoaktywnych” sporządzonej przez czasopismo „Życie Warszawy” – rankingu ludzi, dzięki którym „zmienia się miasto, a przestrzeń Warszawy wypełnia się pozytywnymi wibracjami i dobrą energią”.

## W kulturze masowej
W 2013 zespół Divines uczynił go jednym z bohaterów teledysku do piosenki „Warsaw what you’ve done to me”.
W 2018 w Warszawie przy ulicy Chmielnej niedaleko Placu Pięciu Rogów pojawił się mural z wizerunkiem Czarnego Romana.
W 2019 roku raper Sokół umieścił postać Czarnego Romana w jednym ze swoich utworów "Lepiej jak jest lepiej".
Na przełomie 2019 i 2020 roku Audioteka wypuściła poświęcony Czarnemu Romanowi 7-odcinkowy dokumentalny audioserial pt. „Czarny Romans”.
W 2020 na płycie Mrówka Zombie zespołu Chłopcy kontra Basia ukazał się utwór pt. Czarny Roman. W postać Czarnego Romana w teledysku do utworu wcielił się Andrzej Kłak. Utwór pt. Czarny Roman pojawił się także na płycie Kometa zespołu Tania O.